# Margattea bicruris
Margattea bicruris es una especie de cucaracha del género Margattea, familia Ectobiidae. Fue descrita científicamente por He & Wang en 2021.
Habita en China.